# Floorball ai Giochi mondiali 2022
Le competizioni di Floorball ai Giochi mondiali 2022 si sono svolte dall'8 al 12 luglio 2022 al BJCC East Exhibition Hall di Birmingham in Alabama, negli Stati Uniti d'America. L'evento era originariamente stato calendarizzato nel luglio 2021, ma i Giochi mondiali sono stati riprogrammati per l'anno successivo a seguito del rinvio dei Giochi olimpici estivi di Tokyo 2020, dovuto all'insorgere dell'emergenza sanitaria causata dalla pandemia di COVID-19.

## Podi
| Specialità                 | Oro    | Argento   | Bronzo    |
| Torneo maschile (dettagli) | Svezia | Finlandia | Rep. Ceca |

## Medagliere
| Posiz. | Nazione   | Oro | Argento | Bronzo | Totale |
| ------ | --------- | --- | ------- | ------ | ------ |
| 1      | Svezia    | 1   | 0       | 0      | 1      |
| 2      | Finlandia | 0   | 1       | 0      | 1      |
| 3      | Rep. Ceca | 0   | 0       | 1      | 1      |
| Totale | Totale    | 1   | 1       | 1      | 3      |